# Шорт-трек на зимних Олимпийских играх 2010
Соревнования по шорт-треку на зимних Олимпийских играх 2010 прошли с 13 по 26 февраля. Были разыграны восемь комплектов наград.
Ван Мэн стала второй 3-кратной олимпийской чемпионкой Ванкувера-2010 после норвежской лыжницы Марит Бьёрген. Всего же на счету 24-летней китаянки стало 4 олимпийских золота.
Американец Аполо Антон Оно выиграл 3 медали (серебро и 2 бронзы) и довёл число своих олимпийских наград за карьеру до 8 (рекорд среди шорт-трекистов).

## Медали

### Общий зачёт
(Жирным выделено самое большое количество медалей в своей категории; принимающая страна также выделена)
| Общее количество медалей |                  |        |         |        |       |
| Место                    | Страна           | Золото | Серебро | Бронза | Всего |
| 1                        | Китай            | 4      | 0       | 0      | 4     |
| 2                        | Республика Корея | 2      | 4       | 2      | 8     |
| 3                        | Канада           | 2      | 2       | 1      | 5     |
| 4                        | США              | 0      | 2       | 4      | 6     |
| 5                        | Италия           | 0      | 0       | 1      | 1     |

### Медалисты

#### Мужчины
| Дисциплина  | Золото                                                                                 | Серебро                                                                           | Бронза                                                                                   |
| 500 метров  | Шарль Амлен Канада                                                                     | Сон Си Бэк Республика Корея                                                       | Франсуа-Луи Трамбле Канада                                                               |
| 1000 метров | Ли Джон Су Республика Корея                                                            | Ли Хо Сок Республика Корея                                                        | Аполо Антон Оно США                                                                      |
| 1500 метров | Ли Джон Су Республика Корея                                                            | Аполо Антон Оно США                                                               | Джон Роберт Селски США                                                                   |
| Эстафета    | Канада · Шарль Амлен · Франсуа Амлен · Оливье Жан · Франсуа-Луи Трамбле · Гийом Бастий | Республика Корея · Квак Юн Ги · Ли Хо Сок · Ли Джон Су · Сон Си Бэк · Ким Сон Иль | США · Джон Роберт Селски · Трэвис Джейнер · Джордан Малоун · Аполо Антон Оно · Саймон Чо |

#### Женщины
| Дисциплина  | Золото                                                | Серебро                                                                 | Бронза                                                                              |
| 500 метров  | Ван Мэн Китай                                         | Мариан Сен-Желе Канада                                                  | Арианна Фонтана Италия                                                              |
| 1000 метров | Ван Мэн Китай                                         | Кэтрин Ройтер США                                                       | Пак Сын Хи Республика Корея                                                         |
| 1500 метров | Чжоу Ян Китай                                         | Ли Ын Бёль Республика Корея                                             | Пак Сын Хи Республика Корея                                                         |
| Эстафета    | Китай · Сунь Линьлинь · Ван Мэн · Чжан Хуэй · Чжоу Ян | Канада · Джессика Грегг · Калина Роберж · Мариан Сен-Желе · Таня Висент | США · Эллисон Бэйвер · Элисон Дудек · Лана Геринг · Кэтрин Ройтер · Кимберли Деррик |

## Спортивные объекты
| Пасифик Колизиум    |
| ------------------- |
| Вид снаружи         |
| Вместимость: 14 200 |